# Langenbach (Wildberger Bach)
Der Langenbach ist ein etwa 1,2 km langer, linker Zufluss des Wildberger Bachs.

## Geographie

### Verlauf
Der Langenbach entspringt 1,5 km südöstlich vom Ortszentrum von Wildbergerhütte, auf etwa 381 m ü. NN unmittelbar an der Kreis- und Landesgrenze zum Landkreis Altenkirchen bzw. Rheinland-Pfalz. Der Langenbach fließt Richtung Nordwesten, entlang der Langenbacher Straße und mündet auf etwa 328 m ü. NN, im Ortsteil Wildbergerhütte-Bergerhof in den Wildberger Bach. Der Abfluss erfolgt über den Wildberger Bach in den Aubach, ins Ortszentrum Wildbergerhütte und in die Wiehl.